# Simone Consonni
Simone Consonni (Ponte San Pietro, Bèrgam, Llombardia, 12 de setembre de 1994) és un ciclista italià, professional des del 2017, actualment a l'equip Lidl-Trek. Combina el ciclisme en pista amb la carretera.
En pista és on ha obtingut els millors resultats. Ha participat en dues edicions dels Jocs Olímpics d'Estiu, el 2016 i 2020. A Tòquio, el 2020, guanyà la medalla d'or en la prova de persecució per equips, formant equip amb Filippo Ganna, Francesco Lamon i Jonathan Milan. Al Campionat del Món en pista ha guanyat una medalla d'or, dues de plata i quatre de bronze entre el 2017 i el 2021.
En carretera destaca la medalla de plata que guanyà el 2015 al Campionat del món sub-23 en ruta a Richmond, darrere del francès Kévin Ledanois.

## Palmarès en pista
- 2013
  -  Campió d'Itàlia en Òmnium
- 2014
  -  Campió d'Itàlia en Madison, amb Francesco Lamon

### Resultats a laCopa del Món
- 2017-2018
  - 1r a Pruszków, en Persecució per equips

## Palmarès en ruta
- 2015
  - 1r a La Côte Picarde
  - 1r al Gran Premi Città di Felino
  - 1r a la Milà-Busseto
  - 1r a la Piccola Sanremo
- 2016
  -  Campió d'Itàlia en ruta sub-23
  - 1r al Trofeu Ciutat de San Vendemiano
  - 1r al Gran Premi de la indústria i el comerç artesanal de Carnago
- 2018
  - Vencedor d'una etapa a la Volta a Eslovènia
- 2022
  - 1r a la París-Chauny
- 2023
  - Vencedor d'una etapa al Tour d'Aràbia Saudita

### Resultats a la Volta a Espanya
- 2018. 147è de la classificació general

### Resultats al Giro d'Itàlia
- 2019. 131è de la classificació general
- 2020. 115è de la classificació general
- 2021. 110è de la classificació general
- 2022. 121è de la classificació general
- 2023. 111è de la classificació general

### Resultats al Tour de França
- 2020. 112è de la classificació general